# La Rioja
La Rioja (špansko [la ˈrjoxa]) je avtonomna skupnost in provinca v Španiji, na severu Iberskega polotoka. Njegovo glavno mesto je Logroño. Druga mesta v provinci so Calahorra, Arnedo, Alfaro, Haro, Santo Domingo de la Calzada in Nájera. Ocenjujejo, da ima 315.675 prebivalcev (INE 2018), zaradi česar je najmanj naseljena regija Španije.
Pokriva del doline reke Ebro proti njenemu severu in Ibersko območje na jugu. Skupnost je ena provinca, zato okrožnega sveta ni, organizirana pa je v 174 občin. Meji na Baskijo (provinca Álava) na severu, Navaro na severovzhodu, Aragónijo na jugovzhodu (provinca Zaragoza) in Kastilijo in Leon na zahodu in jugu (provinci Burgos in Soria).
Območje so nekoč zasedali predrimski Berones, Pellendones in Vascones. Po delnem odvzemu muslimanom v začetku 10. stoletja je regija postala del kraljevine Pamplona, kasneje pa je bila po stoletju in pol sporov vključena v Kastilijo. Od 18. stoletja dalje ostaja regija Rioja razdeljena med provinci Burgos in Soria, dokler leta 1833 ni bila ustanovljena provinca Logroño, ki je leta 1980 spremenila ime province v La Rioja kot uvod v svojo ustavo pod eno samo provincialno avtonomno skupnostjo leta 1982. Ime Rioja (iz Río Oja – reka Oja) je prvič izpričano leta 1099.
Regija je znana po svojih vinih pod blagovno znamko Denominación de Origen Calificada Rioja.

## Zgodovina

### Rimsko in muslimansko obdobje
V rimskih časih so ozemlje La Rioje naselila plemena Berones (osrednji del), Autrigones (zgornji del, ki se razteza tudi severno in zahodno od nje) in Vascones (spodnji del, ki se razteza tudi severno in vzhodno od nje). Bila je del province Hispania Tarraconensis.
V srednjem veku je bila Rioja pogosto sporno ozemlje. Vizigoti so kot mejna marka proti Vasconesom ustvarili vojvodstvo Kantabrija, ki je verjetno vključevalo večino La Rioje. Po invaziji muslimanov leta 711 n. št. je La Rioja padla v muslimanske domene Al Andaluz.

### Srednji vek
Večino ozemlja je leta 923 ponovno osvojil Sancho I. Pamplonski, ki je skupaj s Kraljevino León in grofijo Kastilija, fevdnimi gospodarji leonskega kralja, sodeloval za Kraljevino Pamplono. Spodnja regija okoli Arneda je bila pod nadzorom njegovih zaveznikov, Banu Qasija iz Tudele. Ozemlje vzhodno od reke Leze je ostalo pod muslimanskim nadzorom.
Kasneje je prišlo do spora med kastiljskim grofom Fernánom Gonzálezom in kralji Pamplone-Navarre, ki je zajemal velike bitke. Odločeno je bilo v korist Navarre po zaprtju grofove družine v Cirueñi leta 960. La Rioja je od leta 970 do približno 1005 na kratko oblikovala samostojno kraljestvo Viguera, nato pa je postala del kraljevine Pamplona.
Sancho Garcés je prestolnico kraljevine Pamplone preselil v Nájero (La Rioja) in ustvaril tako imenovano kraljestvo Nájera-Pamplona, ki je bilo zaradi svoje velikosti prvo španski imperij. Po neodvisnosti Kastilije leta 1035 se je to novo kraljestvo ostro borilo proti Pamploni za posest Burebe, La Rioje in drugih ozemelj. Leta 1076 so si Navarro po umoru Sancha IV. razdelili Kastilija in Aragonija. Kastilija je skupaj z drugimi navarskimi deželami pridobila La Riojo. Ime Rioja se prvič pojavlja v pisnih zapisih v listini Mirande de Ebro iz leta 1099. Ozemlje je bilo osredotočeno na utrjeno mesto Logroño: cerkev Iglesia de Santa Maria de Palacio iz 12. stoletja spominja na svoj izvor kot kapela administrativne palače. Logroño je bil obmejno območje, o katerem so se spopadali kralji Navarre in kralji Kastilije iz 10. stoletja.
Od leta 1134 so se Navarci pod vodstvom Garcíe Ramíreza (»Restavratorja«) in njegov sin Sancho VI. (»Modri«) ogorčeno borili s Kastilijo za okrevanje nekdanjih Pamplonskih domen. Regija je bila Kastiliji podeljena s sodbo Henrika II. Angleškega in priključena leta 1177. Njen pomen je bil delno na romarski poti v Santiago de Compostela, Camino de Santiago, ki je prečkala reko Ebro na kamnitem mostu, Puente de Piedra.

### Provinca Logroño
Do 19. stoletja je bilo ozemlje razdeljeno med provinci Burgos in Soria. Območje so zajele napoleonske sile v polotoški vojni in je ostalo trdno v francoskih rokah do leta 1814. V projektu Llorente iz leta 1810 naj bi bil del prefekture Arlanzón z glavnim mestom v Burgosu. Cortes v Cádizu je v času liberalne ustave leta 1812 La Riojo razglasil za samostojno provinco, med  Trienio Liberal januarja 1822 pa je bila provinca Logroño ustanovljena s kraljevim odlokom kot del Riegove upravne reforme, pri čemer je prevzela celotno zgodovinsko ozemlje La Rioje. Vendar je Ferdinand VII. kmalu razveljavil te odločbe in obnovil večino prejšnjih teritorialnih delitev. Pri reorganizaciji leta 1833 je bila v regiji Castilla la Vieja ponovno ustanovljena provinca Logroño. Pokrajina je leta 1841 začasno povečala svoje ozemlje.

### Avtonomna skupnost
Leta 1980 se je provinca preimenovala v La Rioja, po sprejetju Estatuto de San Millán leta 1982 pa je bila med reorganizacijo po španskem prehodu v demokracijo ustanovljena kot enoprovincijska avtonomna skupnost. Je druga najmanjša avtonomna skupnost v Španiji in ima najmanj prebivalcev; polovica od 174 občin ima manj kot 200 prebivalcev. Skoraj polovica prebivalcev živi v glavnem mestu.

## Geografija
La Rioja meji na Baskijo (provinca Álava), Navaro, Aragónijo (provinca Zaragoza) ter Kastilijo in Leon (provinci Soria in Burgos). Skozi to območje teče reka Ebro, prav tako reka Oja, po kateri je dobila ime.
| 1. Ebro 2. Puerto de Piqueras 3. Conchas de Haro 4. Sistema Ibérico 5. Puerto de Oncala | 1. Sierras de Cantabria y Codés 2. Dolina reke Alhama 3. Dolina reke Linares 4. Dolina Cidados 5. Dolina Jubera | 1. Dolina Leza 2. Dolina reke Najerilla 3. Dolina reke Oja 4. Dolina Tirón 5. Logroño |

Ebro teče skozi sever avtonomne skupnosti. Celoten desni breg (ki je na jugu) pripada La Rioji. Na levem bregu so le tri občine, Briñas, San Vicente de la Sonsierra in Ábalos (znano kot Riojan Sonsierra), čeprav imajo Logroño, Agoncillo, Alcanadre, Rincón de Soto in Alfaro na tem bregu tudi dele svojih občinskih ozemelj. Območje Álava med reko Ebro in Sierro de Cantabria se zaradi njihove bližine imenuje Rioja Alavesa.

### Podnebje
Podnebje je večinoma celinsko. Comarka Rioja Alta prejme več padavin kot Rioja Baja. Povprečna temperatura se giblje med 11,8–31,8 ° C, padavine pa se gibljejo med 300–600 mm kot letno povprečje. Veter, imenovan Cierzo, je pozimi okoli La Rioje zelo pogost.

### Gore in pogorja
Gore v La Rioji so del Iberskega pogorja (špansko Sistema Ibérico). To gorsko območje se razteza južno od reke Ebro, vzporedno z njo na razdalji približno 40 do 60 km, z nadmorsko višino med 1000 in 2000 m. Od gorskega območja Sierra de la Demanda teče proti severu, v osrčje La Rioje, vključno z Monte San Lorenzo, ki je z 2271 m najvišji vrh v provinci. Druge gore so Sierra de Camero Viejo, Sierra de Camero Nuevo, Sierra de Cebollera in Picos de Urbión.

### Hidrografija
Ebro je glavna reka, ki teče skozi avtonomno skupnost. Iz ozkega kanala med skalami Conchas de Haro doseže La Riojo, skozi katero teče 120 km, preden nadaljuje pot v Sredozemsko morje. V Conchas de Haro je nadmorska višina reke 445 m, ko zapusti skupnost, pa je v naravnem rezervatu Sotos del Ebro v Alfaru 260 m visoko.
Iz gorovja se proti Ebru spušča sedem rek, zato La Riojo včasih imenujejo Območje sedmih dolin. Od vzhoda proti zahodu so Alhama, Cidacos, Leza, Iregua, Najerilla, Oja in Tirón, čeprav porečje Alhame in Cidacosa izvira iz Sorije, Najerilla-Neila in Tirón pa iz Burgosa. Včasih se doda Linares (pritok Alhame), ki združuje Tirón s pritokom Ojo.
Vse reke teh dolin tvorijo pritoke, ki naprej tvorijo številne doline same po sebi, kot so reke Linares, Ocon, Jubera, Tuerto, Brieva, Viniegras in San Millán. Obstaja skoraj neomejeno število veličastnih kanjonov, po naravi precej čudovitih, kot so Aguas Buenas, Nieva, Manzanares, Ardancha, Navajún, Valderresa, Ollora, Tobia, San Martín in drugi.

### Rastlinstvo in živalstvo
V visokogorju rastejo hrast, bukev in bor. Obstaja tudi grmičevje brina, pušpana, trnulje, bodike (Ilex) in Cistaceae. Prisotni so timijan, navadni rožmarin, navadni brin in hrast črnika (Quercus rotundifolia). Obstajajo velika pobočja z lepimi pašniki za živino (govedo in ovce). V spodnjih predelih so hrasti, oljke in mandljevci. V bližini Ebra, v ravnicah, se zemljišče uporablja za žita, sladkorno peso in krompir, medtem ko so griči pokriti z velikimi vinogradi trte, ki je tej regiji prineslo svetovno slavo.
Ob vseh rekah, vključno z Ebrom, rastejo vrste topolov kot je bombaževec (Populus sect. Aigeiros). O Rioja Alamosu je Ana Maria Matute zapisala: »... glejte jih na robu vode, obračajo pokrajino, kot kopja, ki čarobno kažejo proti nestvarni in skrivnostni deželi reke.« 

### Natavni viri
Pridobivajo sadro in kremen. Arnedillo je zdraviliško mesto.

### Dinozavrovi odtisi
V zgodnji kredi je bilo geografsko območje Camerosa del poplavljene ravnice, ki je občasno odtekala, za seboj pa pustila blatna območja, kjer so pot označevale sledi dinozavrov. Sčasoma so se posušile in prekrile z novimi usedlinskimi plastmi, katerih teža je pritisnila na spodnje plasti, zaradi česar so se v milijonih let strdile v kamnino. Erozija je obrabila zgornje plasti in odkrila veliko teh skalnih tvorb, kar je pokazalo fosilizirane odtise. La Rioja je opazna po številu in ohranjenosti teh najdišč, poleg tistih, ki jih najdemo na severu Sorije, kot so Yanguas, Santa Cruz de Yanguas in druga visokogorska območja.

### Comarcas
Geografske comarcas (lokalne upravne enote):
- Rioja Alta
  - Comarca de Anguiano
  - Comarca de Ezcaray
  - Comarca de Haro
  - Comarca de Nájera
  - Comarca de Santo Domingo de la Calzada
- Rioja Media
  - Tierra de Cameros
    - Camero Nuevo
    - Camero Viejo

  - Comarca de Logroño
- Rioja Baja
  - Comarca de Cervera
  - Comarca de Alfaro
  - Comarca de Arnedo
  - Comarca de Calahorra

## Gospodarstvo
Bruto domači proizvod (BDP) avtonomne skupnosti je leta 2018 znašal 8,5 milijarde evrov, kar je predstavljalo 0,7 % španske gospodarske proizvodnje. BDP na prebivalca, prilagojen kupni moči, je istega leta znašal 29.200 evrov ali 97 % povprečja EU27. BDP na zaposlenega je bil 102 % povprečja v EU.
La Rioja je znana po proizvodnji vin Rioja DOCa (čeprav se vinogradniška regija Rioja nekoliko širi v sosednji upravni regiji Álava in Navara).

### Kmetijstvo
Obstaja suho gojenje pšenice, ječmena in grozdja; namakano gojenje špargljev, paprik in drugih poljščin; in reja ovac.

### Industrija
Vrste industrije so proizvodnja vina in konzerv (v Logroñu, Cenicero, Haro in Calahorri); tekstil in obutev (v Logroñu, Arnedu, Cerveri del Río Alhama in Ezcarayu); proizvodnja pohištva (v Ezcarayu, Logroñu in Nájeri); guma, umetne mase, kemični izdelki in transportni stroji; in chorizo (vrsta fermentirane, sušene, dimljene svinjske klobase), narejen v Casalarreini.
Izvoz je usmerjen večinoma v Evropsko unijo, ZDA in Kanado.

## Demografija
Po podatkih INE je bilo število prebivalcev La Rioje (leta 2018) 315.675, 155.758 moških in 159.917 žensk. Gostota prebivalstva je 62,57 ljudi na km². Je najmanj naseljena avtonomna skupnost v Španiji. Njeno glavno mesto Logroño je s približno 151.113 prebivalci njeno najbolj naseljeno mesto.
La Rioja ima 174 občin. Po istih podatkih INE je v 150 od njih več moških kot žensk, pri dveh je enako število, pri 22 pa več žensk kot moških. V zadnjem nizu so razlike majhne, razen v prestolnici, kjer je 4868 žensk več kot moških.

## Spomeniki
- Samostan Santa María la Real iz Najere
- Sostolnica Santa María de la Redonda
- Stolnica Santo Domingo de la Calzada
- Iglesia de Santo Tomás
- Opatija Santa María de San Salvador Cañasa

- Samostani San Millán de la Cogolla
- Portal cerkve San Bartolomé (Logroño)
- Stolnica Calahorra